# Tamara Danilova
Tamara Danilova (Unión Soviética, 30 de julio de 1939) fue una atleta soviética especializada en la prueba de lanzamiento de disco, en la que consiguió ser campeona europea en 1969.

## Carrera deportiva
En el Campeonato Europeo de Atletismo de 1969 ganó la medalla de oro en el lanzamiento de disco, llegando hasta los 59.28 metros que fue récord de los campeonatos, superando a su compatriota soviética Lyudmilla Muravyova (plata con 59.24 m) y a la alemana Karin Illgen (bronce).